# Baldovar
Baldovar'es una aldea perteneciente a Alpuente, situada a 923 m. de altitud sobre el nivel del mar. Está dividida en tres barrios: Barrio Arriba, Barrio Abajo y El Puntal. Este último barrio es el menos habitado.
Se llega a la misma, unos 2 km después de tomar el desvío de la carretera Alpuente-La Yesa, a la altura de Las Eras.

## Historia
En el año 1646 había en Baldovar los siguientes 14 vecinos: Antón Martínez, Jussepe Martínez, Diego Martínez, Melchor Torrijo, Julio Torrijo, Ventura Rubio, Jussepe Rubio, Miguel García, Tomás García, Melchor Martínez, Jaime Polo, Felicísimo Sánchez, Bartolomé Martínez y Francisco Algarra.
Era deficitaria el agua; en 1950 se hizo la conducción de la fuente del Cerro Negro, distante unos 3 kilómetros, resolviendo por el momento este problema del agua, hasta entonces deficiente y de baja calidad.
En el año 1958 se instaló una bodega vinícola, fruto del esfuerzo de sus vecinos con capacidad para 500 000 litros.
Para el servicio religioso hay una iglesia, cuyo altar mayor preside una imagen de San Roque, salvada de la guerra civil de 1936, que al decir de Lázaro Ramiro es:  una preciosa estatua dorada y vestida por el célebre Villarroya. En el testero, retablo neoclásico de escayola, obra de Francisco Sambonet Ferrer, inaugurado el 16 de agosto de 1966.
En 1969 tenía dos escuelas unitarias, una para niños y otra para niñas.
Desde el año 2009 es posible visitar la mayoría de sus calles, de irregular trazado, con la aplicación StreetView  de Google Earth, un hecho singular dado que no es posible realizarlo hasta el momento en importantes ciudades como San Sebastián. Además es posible reconocer a algunos de sus vecinos.

## Demografía
La población ha decrecido paulatinamente en los últimos 40 años debido a la emigración, principalmente a Valencia y su área metropolitana.

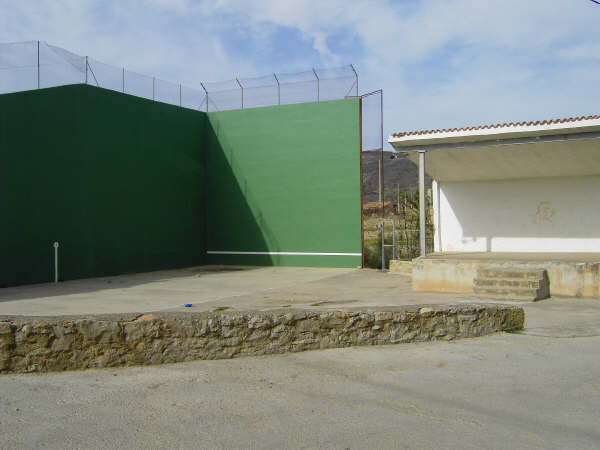
Frontón de Baldovar y escenario de fiestas.

| 1646       | 1969 | 1991 | 2003 |  |
| ---------- | ---- | ---- | ---- |  |
| 14 vecinos | 270  | 153  | 97   |  |

## Fiestas

### Carnavales
Durante muchos años se celebró esta fiesta que era una de las más populares de la aldea. Se recuperó la tradición a mediados de los 90 por un grupo de jóvenes entusiastas de Baldovar (Los Castañas). La última edición se celebró en 1999. En la actualidad los jóvenes y no tan jóvenes de Baldovar acuden al Carnaval de Villar del Arzobispo y al organizado por la discoteca Amanecer de Alpuente. Esta fiesta está previsto que se realice de nuevo el año 2008, recuperada por la Comisión de Fiestas actual. El día elegido no coincide con las fechas tradicionales de Carnaval ya que se realizará el 8 de marzo.

### Quintos
Se celebra la semana siguiente a Pascua. Es conocida popularmente como la plega y es una de las más peculiares y tradicionales que se celebran en el municipio de Alpuente. Después de recorrer Campo de Abajo, La Carrasca y Campo de Arriba, los quintos llegan a Baldovar el martes por la tarde realizando un pasacalles. Después de cenar se realiza un baile en el Teleclub hasta altas horas de la madrugada. Por la mañana a primera hora se realiza otro pasacalles tras el cual los quintos piden la voluntad a habitantes y veraneantes. Después de comer se realiza otro baile donde las quintas de Baldovar regalan una tarta a los quintos. Tras el baile los quintos se despiden de Baldovar tomando rumbo hacia El Collado.

### Fiestas Patronales
Se celebran en honor a San Roque, el día 16 de agosto, llevándose a cabo un programa de festejos la semana previa desarrollado por la Asociación Cultural Baldovar integrada por vecinos y veraneantes.
Desde el día 1 de agosto al 17 de este mismo mes, se abre para todos los vecinos un pequeño "bar" en el Teleclub de la aldea.
Además de las cenas de aldea y de hacer verbena el día de la Virgen de Agosto y el día de San Roque, hace varios años se vienen realizando concursos de: parchís, birlas, guiñote, brisca, tortillas, paellas, postres...
Los festejos terminan con el Día del Perro (17 de agosto)y con su "Cena del Perro" cuyo menú no varía año tras año. Patatas gorrineras con ajoaceite, bocadillo de jamón y queso o de queso y jamón a elegir, todo ello regado con vinos de la zona. Tras finalizar la cena, se entregan los trofeos a las competiciones anuales y se presenta a la junta de fiestas del año siguiente.

## Monumentos
Iglesia de San Roque.
Bodega de San Roque
Teleclub municipal